# Dagmar Overbye
Dagmar Johanne Amalie Overbye, née le 23 avril 1887 et morte le 6 mai 1929, est une tueuse en série danoise. Elle assassine vingt-cinq enfants, dont l'un des siens, entre 1913 et 1920. Le 3 mars 1921, elle est condamnée à la peine capitale à la suite d'un procès retentissant dont l'une des conséquences est un changement de la loi concernant la protection de l'enfance. Plus tard, la condamnation est commuée en prison à perpétuité.
Dagmar est une aide-soignante spécialisée dans les soins aux enfants, qui s'occupe principalement des bébés nés hors mariage. Elle tue les enfants qu'elle a à sa charge en les étranglant, en les noyant ou encore en les brûlant vif dans un poêle de masse. Elle se débarrasse des corps en les brûlant, les enterrant ou les cachant chez elle.
Dagmar est reconnue coupable de neuf meurtres, aucune preuve n'ayant été trouvée pour les autres. La plaidoirie de son avocat se concentre sur le fait qu'elle a été abusée dans son enfance, mais cela n'émeut pas le juge. Elle devient l'une des trois femmes condamnées à mort au Danemark au XXe siècle, mais elle est ensuite graciée.
Elle meurt en prison le 6 mai 1929 à l'âge de 42 ans. Les informations relatives à son cas sont archivées au Politihistorisk Museum (musée des Archives de la police) à Nørrebro (Copenhague).
Plus tard, l'auteure danoise Karen Søndergaard Jensen écrit un roman de fiction nommé Englemagersken qui s'inspire de cette affaire. De même le film The Girl with the Needle.